# Hakea cristata
Hakea cristata är en tvåhjärtbladig växtart som beskrevs av Robert Brown. Hakea cristata ingår i släktet Hakea och familjen Proteaceae. Inga underarter finns listade i Catalogue of Life.